# 美洲林跳鼠屬
美洲林跳鼠屬（學名：Zapus）是生活在北美洲的嚙齒目跳鼠科動物，它們是現存僅有的共有18顆牙齒的哺乳動物。

## 分類
本屬包括三種：
- 草原林跳鼠 Zapus hudsonius
- 西部林跳鼠 Zapus princeps
- 太平洋林跳鼠 Zapus trinotatus